# Washburn N Series
Nuno Bettencourt, guitarrista de Satellite Party y también compositor solista, conocido por su virtuosismo en la guitarra, creó una serie espectacular de guitarras Washburn: Las N Series, que combinan distintos tipos de construcciones vintage y modernas, para hacer una simple guitarra muy versátil a la hora de usar. La guitarra "madre" de esta serie es la N4, que fue la que Nuno consideró su "máximo trabajo", una guitarra que representa la expresión que da Bettencourt en sus canciones, tanto en su composición instrumental como en las letras.

## Algunas Guitarras

### N4 Vintage
Este es el modelo "más original" de la N4. Su gran sustain, combinado con el Floyd Rose, la N4 es una guitarra que es considerada muy versátil para muchos estilos de música, gracias a sus dos humbuckers, una Seymour Duncan, y otra Bill Lawrence.
Especificaciones
- Construíuda en la USA Custom Shop
- Madera sólida de aliso, añejada
- Hardware añejado
- Mástil de arce, con diapasón de ébano, 22 trastes
- L500 Bill Lawrence® bridge pickup
- Seymour Duncan® '59 neck pickup
- Schaller Floyd Rose® vibrato y micro afinación
- Nut del puente R2
- Construcción bolt-on de 5 tornillos de corte extendido Stephens®
- Clavijero sobrepuesto, unión hecha y diseñada por luthier español
- Clavijero angular de 14"
- Grover® 18:1 (Afinador)
- Buzz Feiten Tuning System™